# 索姆苏
索姆苏（法語：Sommesous，法語發音：[sɔmsu]），法国东北部市镇，位于大东部大区马恩省，隶属于香槟沙隆区，其市镇面积为37.04平方公里，2022年1月1日时人口数量为474人，在法国城市中排名第17,023位。
索姆苏位于马恩省南部，其南部与奥布省接壤，历史上曾为一处铁路枢纽，A26高速公路和法国国道N4线在此十字交汇。

## 地名来源

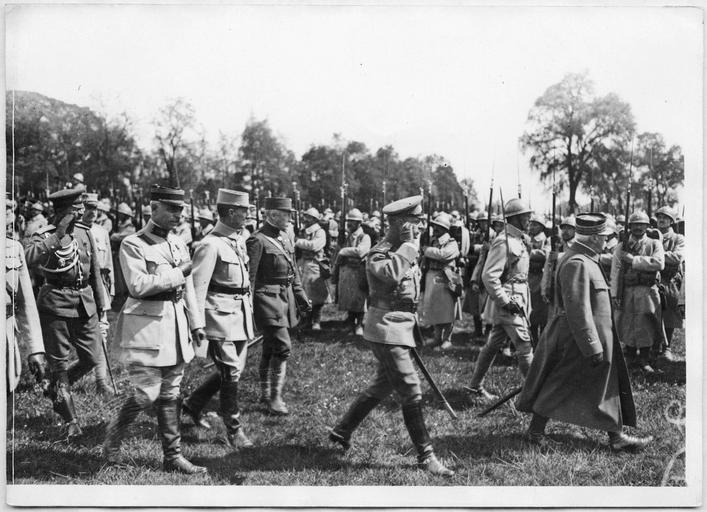
一战期间行军至索姆苏的俄国军队

索姆苏最初可能于1032年以”Summus Saltus“的形式被提及，“Saltus”可能意为“源头、河源”。

## 历史
索姆苏的早期历史尚不清楚，该地历史上长期为香槟地区的一处普通农业聚落。法国大革命后，索姆苏成为马恩省的一个市镇。工业革命期间，途经索姆苏的科吕—桑斯铁路和费尔尚珀努瓦斯—维特里勒弗朗索瓦铁路相继建成通车。第一次世界大战期间，索姆苏曾遭到破坏。二战后，索姆苏东西向的铁路线被关闭，南北向的铁路仅保留货运服务，索姆苏火车站亦停止服务。

## 地理

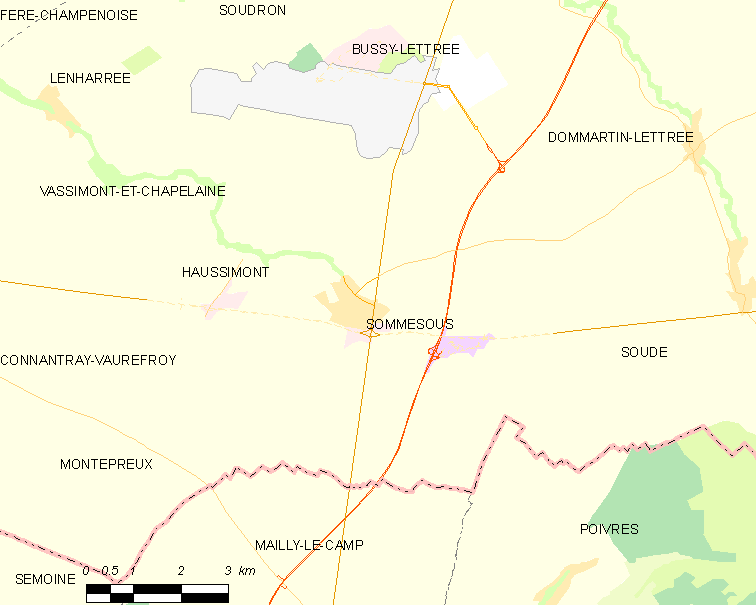
索姆苏市镇范围地图

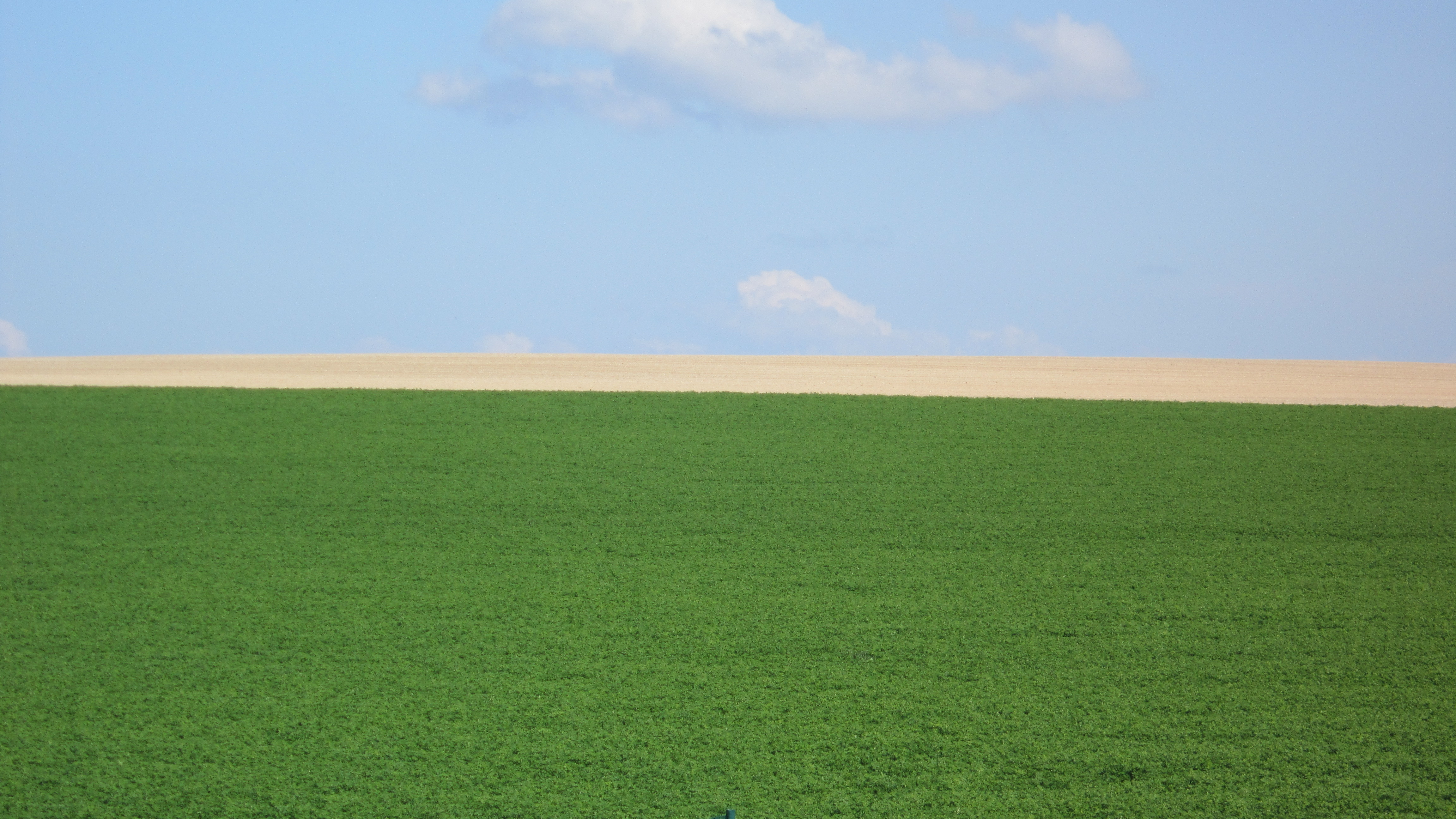
索姆苏附近的自然景观

索姆苏位于法国东北部，大东部大区西部和马恩省南部，距离省会香槟沙隆大约29公里。与索姆苏接壤的市镇包括：欧西蒙、比西莱特雷、多马坦莱特雷、蒙泰普勒、苏代、马伊勒康和普瓦夫尔。

### 地形
索姆苏位于白垩香槟腹地，境内以平原为主，市镇中心地势较为平坦，西南部的默努山（Mont Menou）是一处平缓的小丘，全境海拔在154到205米之间。

### 水文
索姆苏位于塞纳河流域范围内，索姆河发源于索姆苏市区东侧，并向西北方向流出市境。

### 植被
索姆苏属于温带阔叶混交林区，林地多分布于河流附近及坡地地带。
在鲜花城市的评比中，索姆苏被评为1星级鲜花城市。

### 气候
索姆苏在柯本气候分类法中属于温带海洋性气候（Cfb）。

## 行政区划
索姆苏的市镇编号为51545，邮政编号为51320。
在行政管理方面，索姆苏隶属于法国大东部大区马恩省香槟沙隆区；在地方选举方面，索姆苏隶属于香槟沙隆第三县，其市镇范围全境被划入马恩省第五选区；在社会管理方面，索姆苏是香槟沙隆城市圈公共社区的组成部分。
截至2024年11月，索姆苏市镇范围内暂无任何城市敏感街区及城市政策优先街区。
法国国家统计与经济研究所（简称“INSEE”）在进行数据统计时，未将索姆苏划入任何城市核心区（Unité urbaine）及城市区（Aire urbaine）。自2020年起，索姆苏被划入包含97个市镇的香槟沙隆城市辐射区。此外，INSEE还将索姆苏市镇整体看作一个“块区”（IRIS），以便于统计人口分布情况。

## 交通

### 公路
A26高速公路和法国国道N4线在索姆苏境内十字交汇并设有一个互通出入口；另有马恩省省道D79线和D977线在索姆苏境内交汇。大东部大区下属的马恩省城际客运提供少量途径索姆苏的校车巴士，可通往塞扎讷等地。。
2021年，86.1%的索姆苏家庭拥有至少一辆私人汽车。2022年，索姆苏境内共发生各类交通事故1起，造成3人受伤，其中1人重伤。
| 20 | 3.9 |

| 香槟沙隆 | 29 |

| 兰斯 | 75 |

| 维特里勒弗朗索瓦 | 30 |

| 塞扎讷 | 39 |

| 特鲁瓦 | 54 |

| 奥布河畔阿尔西 | 24 |

### 铁路

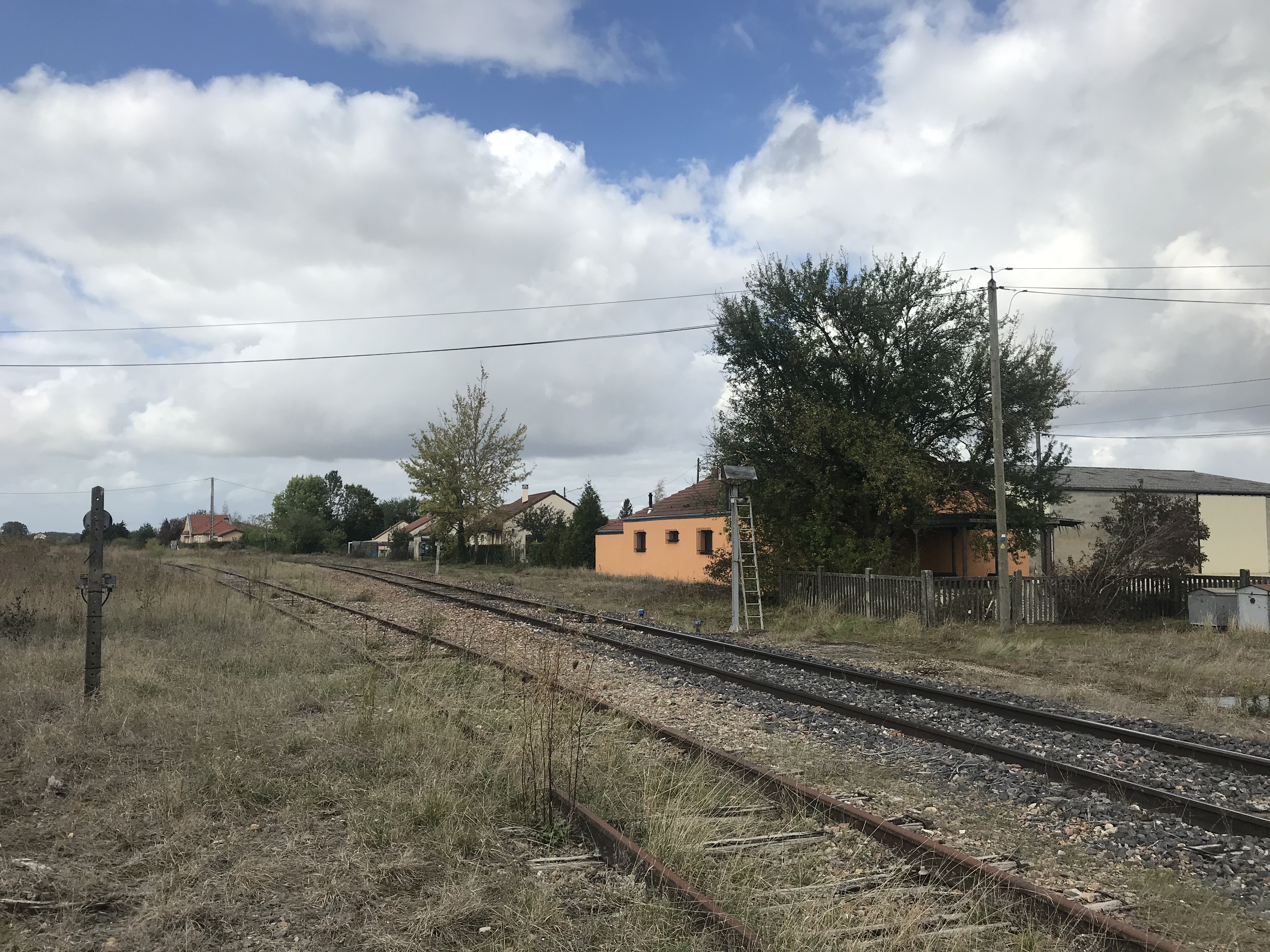
科吕—桑斯铁路索姆苏段

索姆苏位于科吕—桑斯铁路和费尔尚珀努瓦斯—维特里勒弗朗索瓦铁路的交汇处，前者现仅为货运铁路，后者已完全废弃。
距离索姆苏最近的运营中的客运铁路车站为28公里外的香槟沙隆站，该站停靠巴黎—巴勒迪克一线的高速列车，以及往返于巴黎和圣迪济耶一线的区域列车，另有部分班次可直通第戎、南锡、梅斯及斯特拉斯堡。

### 航空
索姆苏距离沙隆机场的公路里程大约7.5公里。

### 城市公共交通
索姆苏是香槟沙隆城市公共交通（商业名称为“SITAC”）的服务覆盖范围。截至2024年11月，该系统共包括七条城市公交线路、八条郊区线路和三条专线，其中公交C线经过索姆苏市区。

## 政治

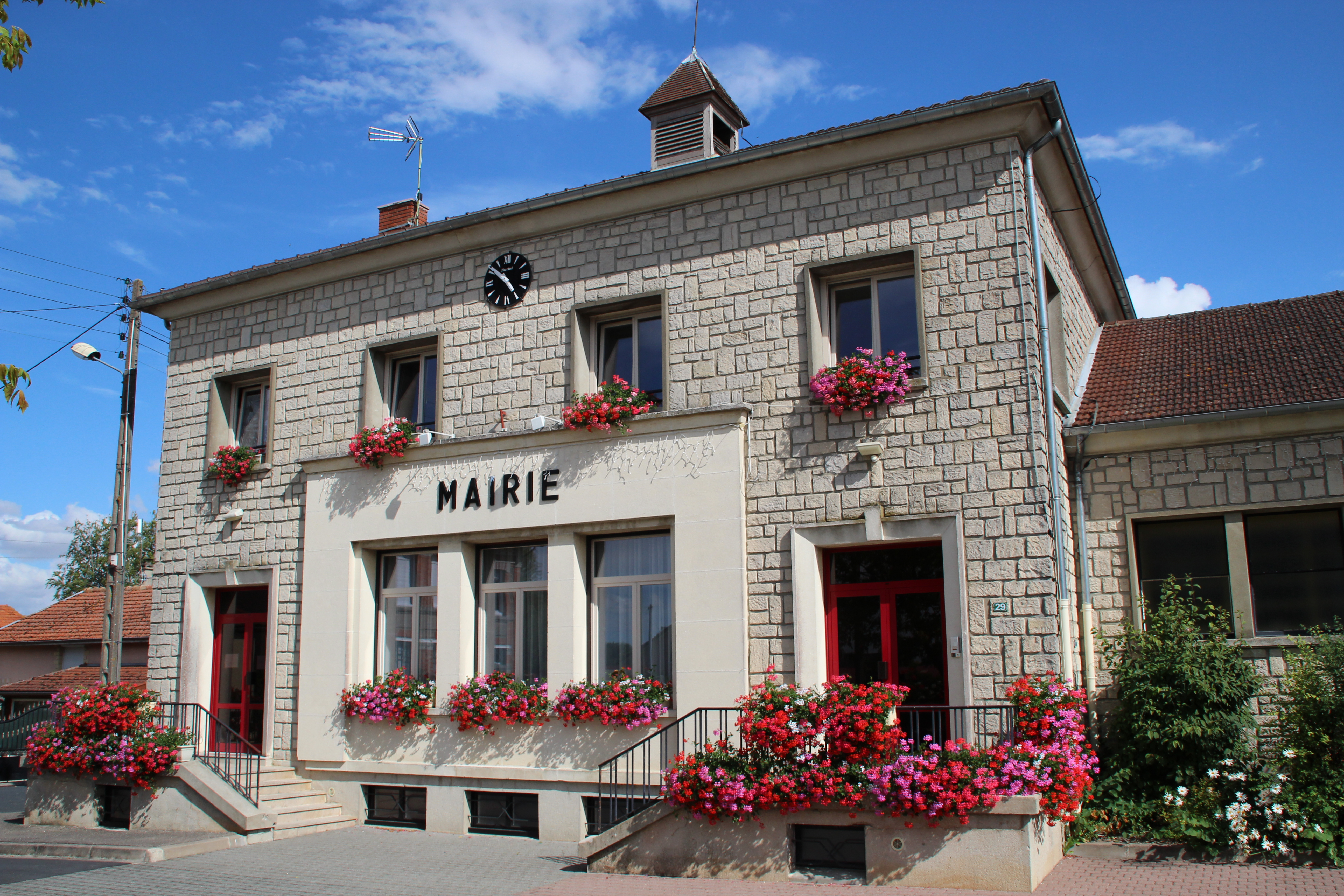
索姆苏市政厅

索姆苏的现任市长为让-米歇尔·普万蒂先生（Jean-Michel POINTUD），他的党籍不详，在2020年的市政选举中获得了100%的支持率（无其他候选人）。
在2022年的法国总统大选的第二轮选举中，法国极右翼政党国民阵线主席玛丽娜·勒庞在索姆苏获得了64.24%的支持率。

## 人口
2021年，索姆苏市镇人口数量为478，在法国排名第17,023位。其中男性245人，女性233人，75岁及以上人口占7.4%，外籍人口数量为3人，人口密度为13人/平方公里，当地居民被称为（男性）或（女性）。2022年，索姆苏境内出生7人，死亡人口4人。
| 索姆苏1901年－2021年人口变化情况 |
|                                  |
| 数据来源：Cassini、INSEE         |

## 经济
2024年，索姆苏市镇范围内共有各类用人单位（包含自雇）108家，比上一年减少一家；（行政办公）是当地2022年已公布营业额最高的企业，为31,050欧元。

## 财政与居民收入
2022年，索姆苏的财政收入总额为370,030欧元，财政支出总额为287,410欧元，当年的债务总额为426,580欧元。2022年，索姆苏市镇通过增值税获得1,910欧元的收入，此外当地还共获得了0欧元的国家直接财政补助。
| 索姆苏居民收入情况                               | 索姆苏居民收入情况 | 索姆苏居民收入情况    | 索姆苏居民收入情况 |
| 内容                                             | 索姆苏             | 法国                  | 统计年份           |
| ------------------------------------------------ | ------------------ | --------------------- | ------------------ |
| 征税家庭总数                                     | 201                | 1,081（法国市镇平均） | 2022年             |
| 居民平均月收入                                   | 2,191欧元          | 2,435欧元             | 2022年             |
| 高级职员人均月收入                               | 不详               | 4,331欧元             | 2021年             |
| 中级职员人均月收入                               | 不详               | 2,470欧元             | 2021年             |
| 普通职员人均月收入                               | 不详               | 1,801欧元             | 2021年             |
| 贫困率                                           | 不详               | 14.5%                 | 2020年             |
| 青壮年（15至64岁）失业率                         | 9.1%               | 7.4%                  | 2020年             |
| 征税家庭数量占比                                 | 41.6%              | 45.5%                 | 2020年             |
| 家庭年均纳税                                     | 4,110欧元          | 4,393欧元             | 2022年             |
| 资料来源：INSEE、L'Internaute、Le Journal du Net |                    |                       |                    |

## 社会事务

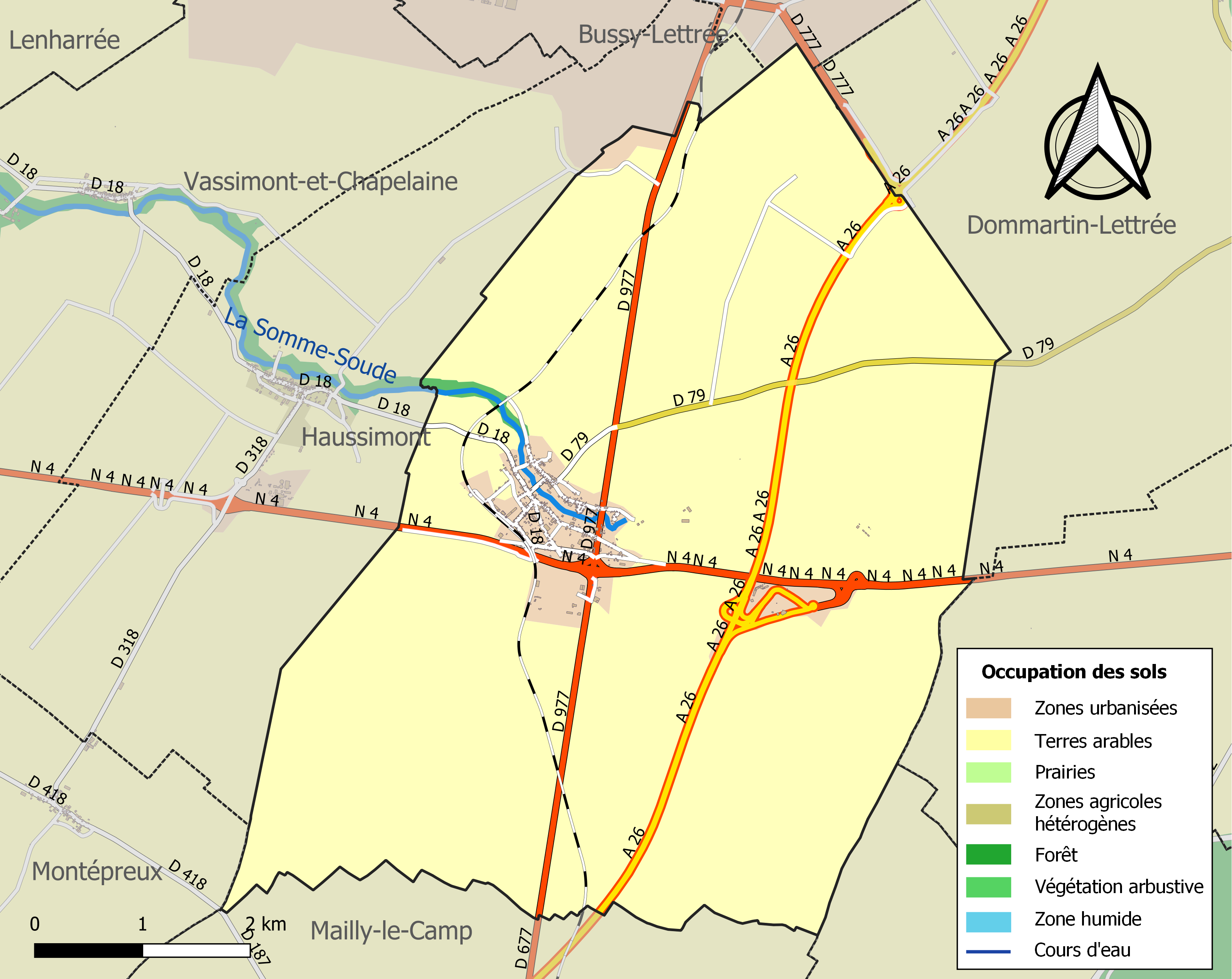
索姆苏土地利用情况地图

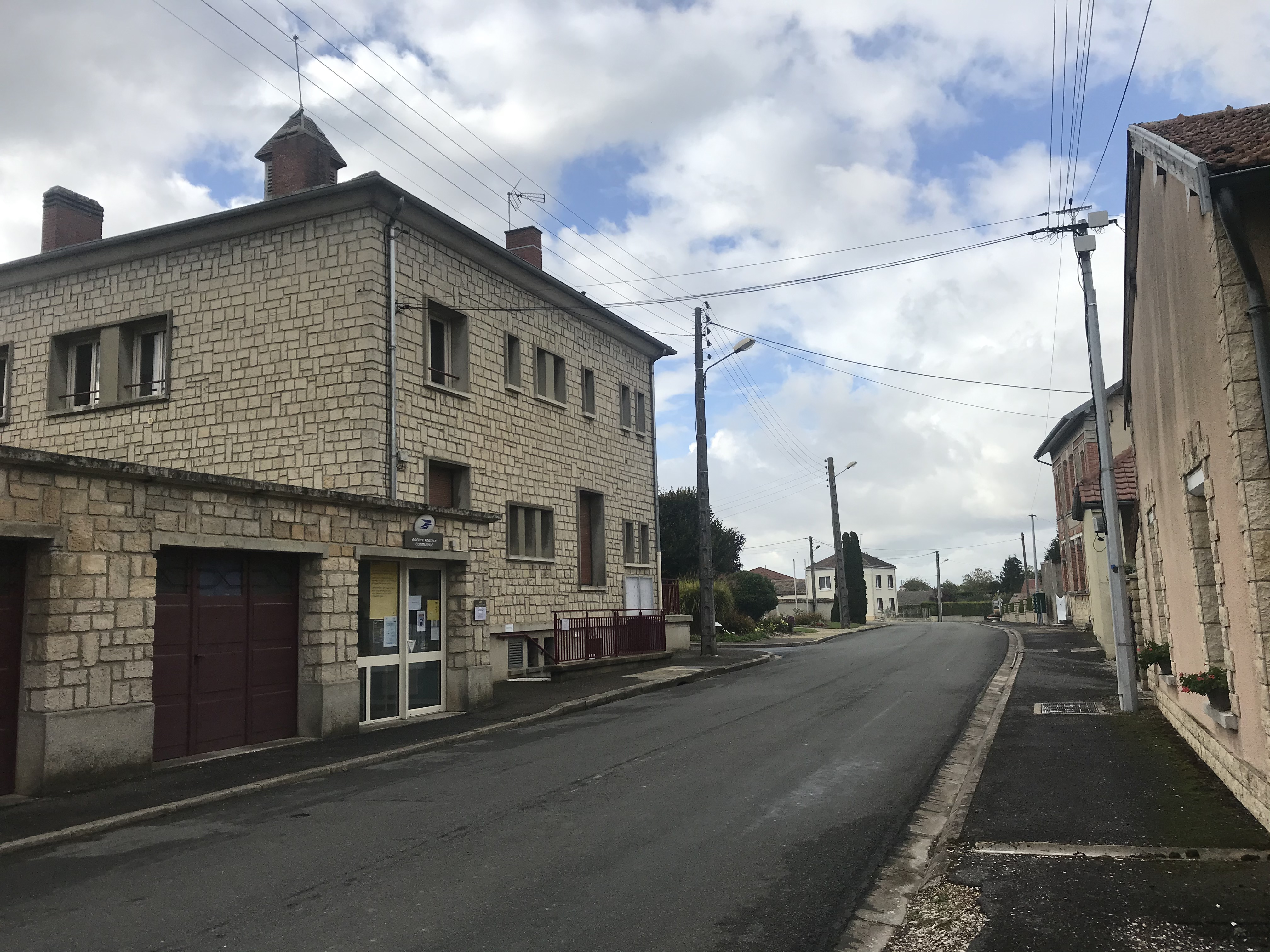
绍夫里街

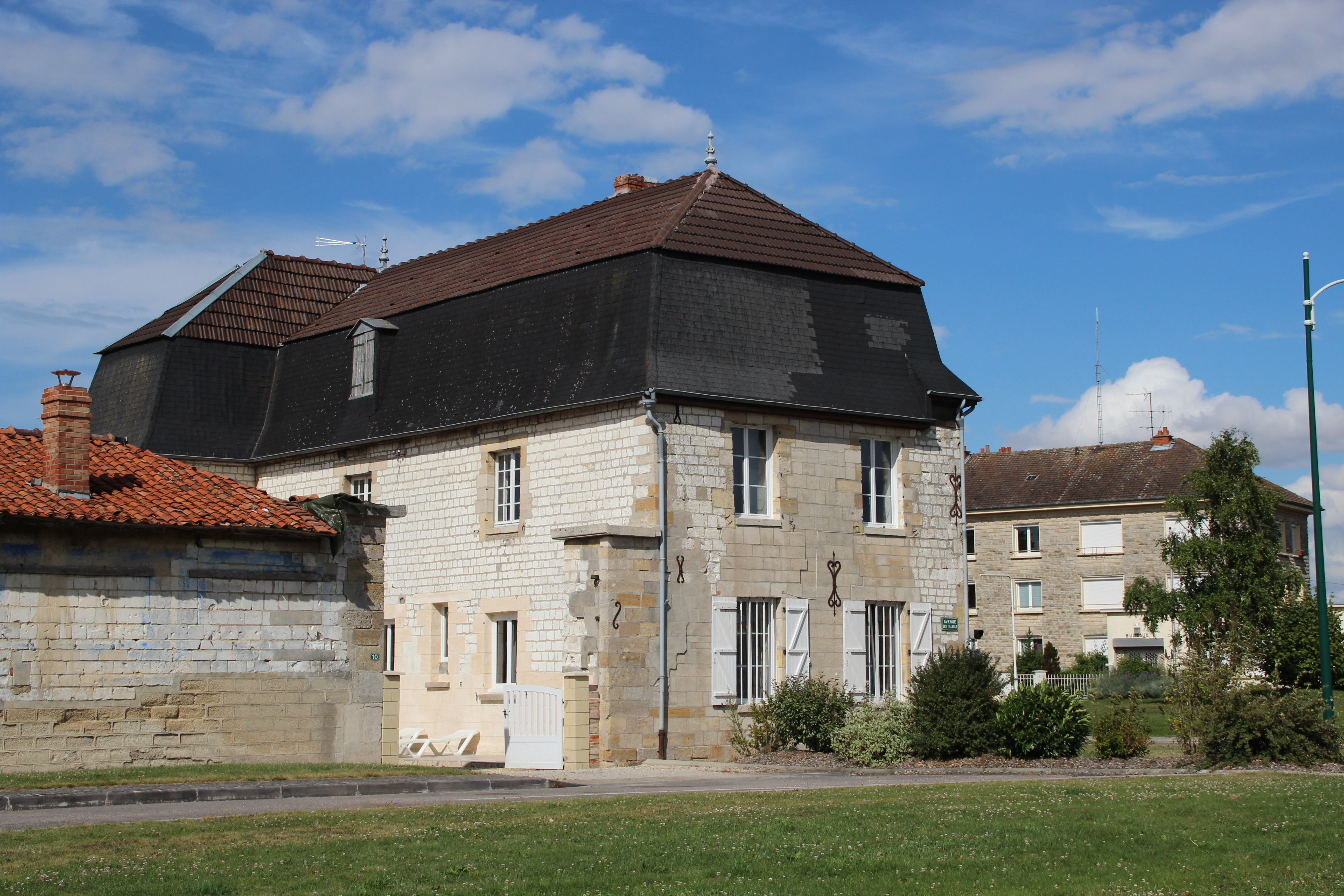
一处民居

### 教育
索姆苏属于兰斯学区。截至2023年1月1日，索姆苏境内共有1所小学。

### 医疗
截至2023年1月1日，索姆苏境内暂无任何医疗机构及相关从业人员。
距离索姆苏最近的区域性医疗机构为香槟沙隆中心医院（Centre Hospitalier de Châlons-en-Champagne），其主病区莱昂·布儒瓦医院（Hôpital Léon Bourgeois）位于香槟沙隆市区北部，距离索姆苏市区的正常车程大约29分钟，该院设有床位351个。

### 住房
2021年，索姆苏境内共有各类住房231套，其中94.8%为独立式住宅，5.2%为集中式住宅。常住房屋占索姆苏市镇范围内居民建筑总量的91.3%。
在住房保障政策方面，2023年，索姆苏境内共有70户家庭获得了家庭津贴补助，受益人数占总人口数量的14.6%。

### 商业
2021年，索姆苏境内共有各类实体商铺8家，其中餐厅1家、面包房2家、汽车维修店1家。

### 体育
2023年，索姆苏境内共有1处网球场。
截至2024年10月，索姆苏境内暂无任何注册足球俱乐部。

### 环境
索姆苏的环境事务由其所属的香槟沙隆城市圈公共社区联合各级政府协调负责。2021年，索姆苏境内暂无污染企业。

### 治安
2021年，索姆苏市镇范围内有1处宪兵队。
2023年，索姆苏市镇范围内累计记录各类案件31起，其中盗窃类案件16起，人身侵犯类案件10起，毒品交易类案件3起。

## 文化

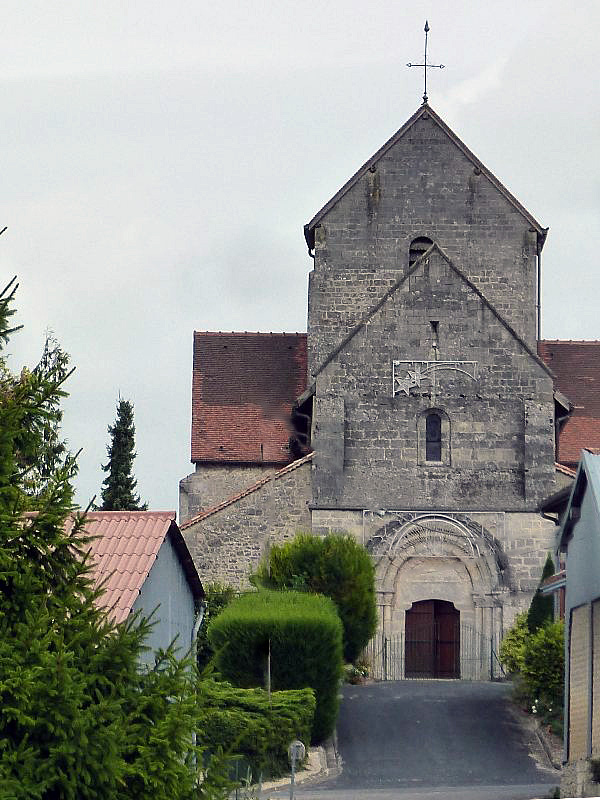
圣但尼教堂

2021年，索姆苏境内暂无任何文化设施。

### 建筑
索姆苏境内有多处历史建筑，其中圣但尼教堂为法国国家文物保护单位，亦是当地的地标性建筑物。

### 旅游
索姆苏的旅游事务由其所属的香槟沙隆城市圈公共社区联合各级政府协调负责。2024年，索姆苏境内暂无任何游客接待设施。

### 媒体
法国主要的媒体均可在索姆苏接收，法国电视三台下属的大东部大区频道在部分时段播出索姆苏所在马恩省的地方新闻。《联合报》、香槟广播、蓝色法兰西香槟-阿登广播等是当地主要的地方性媒体。

## 相关人物
法国政治家皮埃尔-路易·普里厄尔出生于索姆苏。

## 友好城市
截至2024年11月，索姆苏暂未建立任何友好城市关系。